# 무극 신경세포
무극 신경세포(anaxonic neuron) 또는 무극 신경원은 다른 신경들에 비해서 크기가 작고, 말 그대로 극이 없는 신경 세포체이다. 혈액 뇌관문(Blood Brain Barrier)을 형성하며, 무극 신경원에서 뻗어나오는 가지돌기(dendrite)가 뇌의 혈관들을 감싸 혈관 속 물질들과 뇌조직과의 상호작용을 막아준다. 그러나 혈액 뇌관문 형성 외에는 무극 신경원의 다른 기능은 아직까지도 알려지지 않고 있다. 일반 신경세포에서는 발견 할 수 없고, 특정한 중추신경계, 특수기관에만 존재한다.

## 위치
뇌와 망막에서 발견된다. 무척추동물에서도 볼 수 있다.

## 같이 보기
- 연합 신경 세포
- 홑극신경세포
- 거짓홑극신경세포
- 두극신경세포
- 다극신경세포